# India ai Giochi della XXV Olimpiade
L'India partecipò ai Giochi della XXV Olimpiade, svoltisi a Barcellona, Spagna, dal 25 luglio al 9 agosto 1992, con una delegazione di 52 atleti impegnati in dodici discipline.